# 山田学
山田 学（やまだ まなぶ、1969年5月18日 - ）は、日本の男性総合格闘家。栃木県黒磯市（現・那須塩原市）出身。

## 来歴
硬式空手を経験後、シューティング（修斗）に入門。サラリーマン生活の傍ら、自主トレーニングを中心に栃木から週に一度ジムへ通い、1990年にプロデビュー。川口健次、本間聡と共にライトヘビー級で活躍。王座には手が届かなかったもの、桜田直樹やシューティング初の外国人選手との試合では勝利を収め、シューティングを代表する選手として活躍。
1994年にシューティングより重量級選手層の厚いパンクラスへ活躍の場を求めて移籍。同年はマット・ヒュームなどの選手を連破し、年末の初代王者決定トーナメントではフランク・シャムロック、鈴木みのるを下して決勝進出。ケン・シャムロックに判定負けを喫するもの、準優勝となった。明るいキャラクターから、「親分」と呼ばれて人気を集めた。翌1995年も船木誠勝に勝利を収めるなどしたが、9月1日にキックボクシングルールで行われたモーリス・スミス戦で腕を骨折。長期欠場を余儀なくされた。2000年1月23日の近藤有己戦を最後に引退。なお、その日の興行からパンクラスは全ての公式戦で素手掌底ルールを廃止し、（山田に取っては修斗時代以来となる）オープンフィンガーグローブ着用の試合形式となっていた。
2001年1月8日にはDEEP2001旗揚げ戦で菊田早苗と、同年5月13日にはパンクラスで朝日昇と「山田学引退エキシビションマッチ」を行った。
愛知県で整体の修行を2年間行った後、2003年8月に東京都豊島区巣鴨で整体院ビープラスを開設、現在は豊島区大塚に移転して引き続き経営する傍ら、地元・栃木県で総合格闘技の指導を行っている。

## 戦績

### 総合格闘技
| 総合格闘技 戦績 | 総合格闘技 戦績 | 総合格闘技 戦績 | 総合格闘技 戦績 | 総合格闘技 戦績 | 総合格闘技 戦績 | 総合格闘技 戦績 |
| --------------- | --------------- | --------------- | --------------- | --------------- | --------------- | --------------- |
| 45 試合         | (T)KO           | 一本            | 判定            | その他          | 引き分け        | 無効試合        |
| 23 勝           | 4               | 18              | 1               | 0               | 6               | 0               |
| 16 敗           | 4               | 8               | 3               | 1               | 6               | 0               |

| 勝敗 | 対戦相手                         | 試合結果                                     | 大会名                                                                          | 開催年月日     |
| ×    | 近藤有己                         | 10分終了 判定0-3                             | PANCRASE 2000 TRANS TOUR                                                        | 2000年1月23日  |
| △    | 渋谷修身                         | 15分終了 判定0-1                             | PANCRASE 1999 BREAKTHROUGH TOUR                                                 | 1999年11月28日 |
| ○    | 韓天潤                           | 0:48 腕ひしぎ十字固め                        | PANCRASE 1999 BREAKTHROUGH TOUR                                                 | 1999年9月4日   |
| ×    | ジェイソン・デルーシア           | 15分終了 判定0-3                             | PANCRASE 1999 BREAKTHROUGH TOUR                                                 | 1999年8月1日   |
| ○    | リオン・ダイク                   | 10分終了 判定2-0                             | PANCRASE 1999 BREAKTHROUGH TOUR                                                 | 1999年5月23日  |
| △    | 柳澤龍志                         | 15分終了 判定0-1                             | PANCRASE 1999 BREAKTHROUGH TOUR                                                 | 1999年3月9日   |
| ○    | デビッド・モア                   | 0:20 チョークスリーパー                      | PANCRASE 1999 BREAKTHROUGH TOUR                                                 | 1999年1月19日  |
| ×    | ジェイソン・デルーシア           | 1:13 腕ひしぎ十字固め                        | PANCRASE 1998 ADVANCE TOUR                                                      | 1998年12月19日 |
| ○    | 渡辺大介                         | 7:33 チョークスリーパー                      | PANCRASE 1998 ADVANCE TOUR                                                      | 1998年10月26日 |
| △    | 稲垣克臣                         | 10分+延長3分終了 判定0-0                     | PANCRASE 1998 ADVANCE TOUR                                                      | 1998年9月14日  |
| ×    | バス・ルッテン                   | 0:54 アンクルホールド                        | PANCRASE TOUR 1996 TRUTH                                                        | 1996年10月8日  |
| ○    | 國奥麒樹真                       | 8:29 フロントチョーク                        | PANCRASE TOUR 1996 TRUTH                                                        | 1996年9月7日   |
| ×    | フランク・シャムロック           | 12:44 スリーパーホールド                     | PANCRASE TOUR 1996 TRUTH                                                        | 1996年7月22日  |
| △    | 高橋義生                         | 10分終了 判定1-1                             | PANCRASE TOUR 1996 TRUTH                                                        | 1996年6月25日  |
| ×    | セーム・シュルト                 | 5:44 スリーパーホールド                      | PANCRASE TOUR 1996 TRUTH                                                        | 1996年5月16日  |
| ×    | ヴァーノン・"タイガー"・ホワイト | 不戦敗                                       | PANCRASE TOUR 1996 TRUTH 【ランキングトーナメント 3位決定戦】                   | 1996年4月7日   |
| ×    | ガイ・メッツァー                 | 6:14 TKO（ドクターストップ：右肩鎖関節脱臼） | PANCRASE TOUR 1996 TRUTH 【ランキングトーナメント 準決勝】                      | 1996年4月7日   |
| ○    | リオン・ダイク                   | 2:53 アンクルホールド                        | PANCRASE TOUR 1996 TRUTH 【ランキングトーナメント 1回戦】                       | 1996年4月7日   |
| ○    | ヴァーノン・"タイガー"・ホワイト | 10:26 レッグロック                           | パンクラス 1995 EYES OF BEAST                                                   | 1995年6月13日  |
| ○    | ジェイソン・デルーシア           | 3:03 ヒールホールド                          | パンクラス 1995 EYES OF BEAST                                                   | 1995年5月13日  |
| ○    | 船木誠勝                         | 4:43 ヒールホールド                          | パンクラス 1995 EYES OF BEAST                                                   | 1995年4月8日   |
| ×    | ジェイソン・デルーシア           | 1:41 TKO（ドクターストップ）                 | パンクラス 1995 EYES OF BEAST                                                   | 1995年3月10日  |
| ×    | バス・ルッテン                   | 1:05 肩固め                                  | パンクラス 1995 EYES OF BEAST                                                   | 1995年1月26日  |
| ×    | ケン・シャムロック               | 30分終了 判定0-3                             | パンクラス 1994 ROAD TO THE CHAMPIONSHIP 【KING OF PANCRASE TOURNAMENT 決勝】   | 1994年12月17日 |
| ○    | 鈴木みのる                       | 14:46 腕ひしぎ十字固め                       | パンクラス 1994 ROAD TO THE CHAMPIONSHIP 【KING OF PANCRASE TOURNAMENT 1回戦】  | 1994年12月17日 |
| ○    | フランク・シャムロック           | 8:38 ヒールホールド                          | パンクラス 1994 ROAD TO THE CHAMPIONSHIP 【KING OF PANCRASE TOURNAMENT 準決勝】 | 1994年12月16日 |
| ○    | クリストファー・デウィーバー     | 2:44 ヒールホールド                          | パンクラス 1994 ROAD TO THE CHAMPIONSHIP 【KING OF PANCRASE TOURNAMENT 2回戦】  | 1994年12月16日 |
| ○    | アレックス・クック               | 2:27 腕ひしぎ十字固め                        | パンクラス 1994 ROAD TO THE CHAMPIONSHIP                                        | 1994年10月15日 |
| ×    | 冨宅飛駈                         | 13:47 ヒールホールド                         | パンクラス 1994 ROAD TO THE CHAMPIONSHIP                                        | 1994年9月1日   |
| ○    | マット・ヒューム                 | 2:31 ヒールホールド                          | パンクラス 1994 ROAD TO THE CHAMPIONSHIP                                        | 1994年7月26日  |
| ○    | アンドレ・フォン・デ・ウットラー | 4:52 TKO（ドクターストップ）                 | パンクラス 1994 ROAD TO THE CHAMPIONSHIP                                        | 1994年7月6日   |
| ○    | 稲垣克臣                         | 2:04 膝十字固め                              | パンクラス 1994 ROAD TO THE CHAMPIONSHIP                                        | 1994年5月31日  |
| ○    | チャド・スタヘルスキー           | 1R 2:08 膝十字固め                           | プロシューティング第24戦                                                        | 1993年6月24日  |
| ○    | 桜田直樹                         | 5R 1:19 膝十字固め                           | プロシューティング第22戦                                                        | 1993年2月26日  |
| ○    | 草柳和宏                         | 1R 1:05 腕ひしぎ十字固め                     | プロシューティング第21戦                                                        | 1992年11月27日 |
| ×    | 川口健次                         | 1R 0:36 膝十字固め                           | プロシューティング第19戦                                                        | 1992年7月23日  |
| ○    | 本間聡                           | 3R 腕ひしぎ十字固め                          | プロシューティング第17戦                                                        | 1992年3月27日  |
| ○    | 富士豊                           | 1R 1:39 膝十字固め                           | プロシューティング第16戦                                                        | 1991年12月23日 |
| ×    | 本間聡                           | 4R 腕ひしぎ十字固め                          | プロシューティング第13戦                                                        | 1991年8月3日   |
| ×    | 川口健次                         | 1R 0:58 膝十字固め                           | プロシューティング第12戦                                                        | 1991年5月31日  |
| ×    | 関島康人                         | 2R KO（パンチ）                              | プロシューティング第10戦                                                        | 1991年1月13日  |
| ○    | 石川義将                         | 1R 2:07 TKO（パンチ）                        | プロシューティング第8戦                                                         | 1990年9月8日   |
| ○    | 大原友則                         | 1R KO（パンチ）                              | プロシューティング第7戦                                                         | 1990年7月7日   |
| △    | 石崎隆                           | 3分3R終了 ドロー                             | プロシューティング第6戦                                                         | 1990年5月12日  |
| △    | 東条孝                           | 3分3R終了 ドロー                             | プロシューティング第5戦                                                         | 1990年3月17日  |

### キックボクシング
| 勝敗 | 対戦相手         | 試合結果   | 大会名                                                   | 開催年月日   |
| ×    | モーリス・スミス | 2R 2:14 KO | パンクラス 1995 EYES OF BEAST 【キックボクシングルール】 | 1995年9月1日 |

### エキシビションマッチ
| 勝敗 | 対戦相手 | 試合結果 | 大会名                                                                                     | 開催年月日    |
| －   | 朝日昇   | 5分1R    | パンクラス PANCRASE 2001 PROOF TOUR 山田学引退記念興行 【山田学 引退エキシビションマッチ】 | 2001年5月13日 |
| －   | 菊田早苗 | 3分1R    | DEEP2001 【山田学 引退エキシビションマッチ】                                               | 2001年1月8日  |